# Montigny-la-Resle
Montigny-la-Resle – miejscowość i gmina we Francji, w regionie Burgundia-Franche-Comté, w departamencie Yonne.
Według danych na rok 1990 gminę zamieszkiwało 548 osób, a gęstość zaludnienia wynosiła 34 osoby/km² (wśród 2044 gmin Burgundii Montigny-la-Resle plasuje się na 423. miejscu pod względem liczby ludności, natomiast pod względem powierzchni na miejscu 590.).